# Seznam představitelů Rožmitálu pod Třemšínem
Toto je seznam představitelů města Rožmitál pod Třemšínem (včetně jiných nejvyšších představitelů tohoto města v jiných historických obdobích, jako rychtáři/starostové, předsedové MNV a MěNV).

## Seznam rychtářů Rožmitálu v letech 1463–1801
- Martin Koření (1463)
- Jan Kantor (1471)
- Martin Koření (1473–1494)
- Václav (1515)
- Havel (1519)
- J. Doleška (1541)
- Tůma (Tomáš) — Hodíkův (1544)
- Jan Kovanec (1548)
- Jiřík krejčí (1556)
- Vondra Němcův (1560)
- Jiří Cvikl (1564)
- Jan Cvikl (1580)
- Kašpar Vočka (1589)
- Mikuláš krejčí (1601)
- Jan Kocián (1622)
- Jakub švec jinak Štěkenský (1630)
- Adam Junkr (1636)
- Jiří Vrhnáček (1634,1638)
- Mat. Zima (1639)
- Jiří Vrhnáček (1641)
- Václav Fijala (1646)
- Jiří Vrhnáček (1654)
- Pavel Sýkora (1657–1661)
- Matěj Vrňata (1664)
- Mat. Král (1670)
- Mat. Fijala (1675–1677)
- Mat. Král (1679)
- Jan Kumpera (1711)
- Daniel Drnec (1714–1725)

- Jan Burle a Tomáš Fijala (1726) — od roku 1726 dva rychtáři – starší a mladší
- Matouš Matějka a K. Fijala (1730)
- Daniel Drnec a Pavel Lázský (1735)
- Mat. Švejnoha (1738–1747)

- Pavel Lázský (1738–1747)
- Matěj Lázský a Josef Kala (1758)
- Tomáš Černý a Vojtěch Kopecký (1776)
- Václav Stránský (1792–1801)[1]

## Seznam starostů Rožmitálu v letech 1848–1919
- František Báca (1848–1867)
- Jan Bíba (1867–1873)
- Leopold Rosmann (1873–1885)
- Em. Soukup (1885–1888)
- Leopold Zoulek (1888–1891)
- Václav Pobuda (1892–1901)
- Jindřich Dvořák (1901–1903)
- Josef Korejček (1903–1906)
- Adolf Růžička (1906–1908)
- Václav Samek (1908–1909)
- Leopold Vočka (1909–1910)
- Marcel Vachata (1910–1919)[2]

## Seznam starostů Rožmitálu v letech 1919–1945
- Gustav Klika (1919–1920)
- Jan Michálek (1920–1922)
- Josef Liška (1922–1923)
- Josef Pobuda (1923–1927)
- Josef Liška (1927–1933?)[2]
- Karel Jareš (1933?–1945)

## Seznam předsedů MNV a MěNV Rožmitálu v letech 1945–1990
- Josef Bláha (1945–1946)
- Karel Jareš (1946–1948)
- Josef Bláha (1948–1953)
- Bedřich Eisenreich (1953–1958)
- František Petráň (1958–1960)
- Václav Krejzar (1960–1964)
- Jan Štok (1964–1971)
- Jiří Plachý (1971–1980)
- Jaroslav Friedrich (1980–1990)

## Seznam starostů Rožmitálu po roce 1990
| Č. | Portrét               | Jméno                       | Od   | Do   | Funkce   | Strana         | Poznámky               |
| -- | --------------------- | --------------------------- | ---- | ---- | -------- | -------------- | ---------------------- |
| 1  | Není dostupný portrét | Miroslav Hásek (1934–2017)  | 1990 | 1991 | starosta | OF             |                        |
| 2  | Není dostupný portrét | František Liška             | 1991 | 1998 | starosta | KDU-ČSL        |                        |
| 3  | Není dostupný portrét | Josef Vondrášek (1950–2020) | 1998 | 2020 | starosta | nestr. za KSČM |                        |
| 4  | Není dostupný portrét | Pavel Bártl (* 1962)        | 2021 |      | starosta | ČSSD           | neuvolněný (2021–2022) |